# Druy-Parigny
Druy-Parigny és un municipi francès, situat al departament del Nièvre i a la regió de Borgonya - Franc Comtat. L'any 2007 tenia 334 habitants.

## Demografia

### Població
El 2007 la població de fet de Druy-Parigny era de 334 persones. Hi havia 132 famílies, de les quals 28 eren unipersonals (8 homes vivint sols i 20 dones vivint soles), 36 parelles sense fills, 52 parelles amb fills i 16 famílies monoparentals amb fills.
La població ha evolucionat segons el següent gràfic:
Habitants censats

### Habitatges
El 2007 hi havia 166 habitatges, 132 eren l'habitatge principal de la família, 13 eren segones residències i 21 estaven desocupats. Tots els 166 habitatges eren cases. Dels 132 habitatges principals, 110 estaven ocupats pels seus propietaris, 19 estaven llogats i ocupats pels llogaters i 3 estaven cedits a títol gratuït; 1 tenia una cambra, 6 en tenien dues, 16 en tenien tres, 40 en tenien quatre i 69 en tenien cinc o més. 103 habitatges disposaven pel capbaix d'una plaça de pàrquing. A 51 habitatges hi havia un automòbil i a 66 n'hi havia dos o més.

### Piràmide de població
La piràmide de població per edats i sexe el 2009 era:
| Homes | Edats   | Dones |
| ----- | ------- | ----- |
| 0     | 95 o +  | 0     |
| 8     | 90 a 94 | 12    |
| 0     | 85 a 89 | 44    |
| 4     | 80 a 84 | 12    |
| 48    | 75 a 79 | 28    |
| 28    | 70 a 74 | 44    |
| 56    | 65 a 69 | 32    |
| 40    | 60 a 64 | 48    |
| 20    | 55 a 59 | 48    |
| 28    | 50 a 54 | 28    |
| 16    | 45 a 49 | 20    |
| 52    | 40 a 44 | 32    |
| 44    | 35 a 39 | 44    |
| 80    | 30 a 34 | 52    |
| 12    | 25 a 29 | 40    |
| 8     | 20 a 24 | 28    |
| 20    | 15 a 19 | 16    |
| 28    | 10 a 14 | 44    |
| 16    | 5 a 9   | 68    |
| 48    | 0 a 4   | 20    |

## Economia
El 2007 la població en edat de treballar era de 216 persones, 162 eren actives i 54 eren inactives. De les 162 persones actives 151 estaven ocupades (83 homes i 68 dones) i 11 estaven aturades (2 homes i 9 dones). De les 54 persones inactives 13 estaven jubilades, 22 estaven estudiant i 19 estaven classificades com a «altres inactius».

### Ingressos
El 2009 a Druy-Parigny hi havia 136 unitats fiscals que integraven 357 persones, la mediana anual d'ingressos fiscals per persona era de 16.838 €.

### Activitats econòmiques
Dels 10 establiments que hi havia el 2007, 3 eren d'empreses extractives, 4 d'empreses de construcció, 1 d'una empresa de serveis i 2 d'empreses classificades com a «altres activitats de serveis».
Dels 4 establiments de servei als particulars que hi havia el 2009, 2 eren paletes, 1 electricista i 1 perruqueria.
L'any 2000 a Druy-Parigny hi havia 13 explotacions agrícoles que ocupaven un total de 1.180 hectàrees.

## Equipaments sanitaris i escolars
El 2009 hi havia una escola elemental integrada dins d'un grup escolar amb les comunes properes formant una escola dispersa.

## Poblacions més properes
El següent diagrama mostra les poblacions més properes.